# Modugno
Modugno – miejscowość i gmina we Włoszech, w regionie Apulia, w prowincji Bari.
Według danych na styczeń 2009 gminę zamieszkiwało 38 413 osób przy gęstości zaludnienia 1 204 os./1 km².